# Battle in the Valley (2024)
L'édition 2024 de Battle in the Valley est un Pay-per-view de catch (lutte professionnelle) produit par la promotion New Japan Pro Wrestling. L'événement a eu lieu le 13 janvier 2024 au San Jose Civic à San Jose (Californie). Il s'agit de la 3e édition de Battle in the Valley.

## Contexte
Les spectacles de la New Japan Pro Wrestling (NJPW) sont constitués de matchs aux résultats prédéterminés par les scénaristes de la compagnie. Ces rencontres sont justifiées par des storylines – une rivalité avec un catcheur, la plupart du temps – ou par des qualifications survenues dans les shows de la NJPW. Tous les catcheurs possèdent une gimmick, c'est-à-dire qu'ils incarnent un personnage gentil (Face) ou méchant (Heel), qui évolue au fil des rencontres. Un événement comme Battle in the Valley est donc un événement tournant pour les différentes storylines en cours.

## Tableau des matchs
| Ordre par numéros | Résultat | Stipulation(s) | Temps |
| --- | --- | --- | ----- |
| 1P | Matt Vandagriff bat Goldy                                                                                     | Strong Survivor match                                                                                             | 6:09  |
| 2P | Stephanie Vaquer bat Viva Van                                                                                 | Match simple La gagnante deviendra aspirante no 1 au NJPW Strong Women's Championship                             | 9:55  |
| 3 | Jacob Fatu, Fred Rosser et Shota Umino battent Team Filthy (Tom Lawlor, Jorel Nelson et Royce Isaacs)         | 6-Man Tag Team match                                                                                              | 8:59  |
| 4 | Máscara Dorada et Volador Jr. battent Rocky Romero et Soberano Jr.                                            | Tag Team match | 11:11 |
| 5 | David Finlay bat TJP                                                                                          | Match simple | 13:07 |
| 6 | Guerrillas of Destiny (Hikuleo et El Phantasmo) (c) bat Bullet Club War Dogs (Alex Coughlin et Clark Connors) | Tag Team match pour les NJPW Strong Openweight Tag Team Championship                                              | 12:06 |
| 7 | Giulia (c) bat Trish Adora                                                                                    | Match simple pour le NJPW Strong Women's Championship                                                             | 13:02 |
| 8 | The Chosen Bros (Matt Riddle et Jeff Cobb) bat TMDK (Zack Sabre Jr et Bad Dude Tito)                          | Tag Team match | 11:45 |
| 9 | Eddie Kingston (c) contre Gabe Kidd se termine en double décompte                                             | Match simple pour les AEW Continental Championship, NJPW Strong Openweight Championship et ROH World Championship | 11:22 |
| 10 | Jon Moxley bat Shingo Takagi                                                                                  | No Disqualification match                                                                                         | 26:16 |
| 11 | Kazuchika Okada bat Will Ospreay                                                                              | Match simple | 28:34 |
| La lettre C placée entre parenthèses désigne la personne ou l’équipe championne en titre. P – indique que le match a eu lieu lors du pré-show | | |       |